# Campeonato Europeo de Lucha de 1977
El XXIX Campeonato Europeo de Lucha se celebró en Bursa (Turquía) en el año 1977 bajo la organización de la Federación Internacional de Luchas Asociadas (FILA) y la Federación Turca de Lucha.

## Resultados

### Lucha grecorromana
| Evento  | Oro                            | Plata                    | Bronce                         |
| ------- | ------------------------------ | ------------------------ | ------------------------------ |
| 48 kg   | Constantin Alexandru Rumania   | Anatoli Bozin URSS       | Wiesław Kuciński · Polonia     |
| 52 kg   | Lajos Rácz · Hungría           | Nicu Gîngă Rumania       | Kamil Fatkulin URSS            |
| 57 kg   | Pertti Ukkola · Finlandia      | Farjat Mustafin URSS     | Mihai Boţilă Rumania           |
| 62 kg   | Ion Păun Rumania               | Nelson Davidian URSS     | László Réczi · Hungría         |
| 68 kg   | Suren Nalbandian URSS          | Ştefan Rusu Rumania      | İhsan Mütlü Turquía            |
| 74 kg   | Vítězslav Mácha Checoslovaquia | Klaus-Peter Göpfert RDA  | Yanko Shopov Bulgaria          |
| 82 kg   | Ion Draica Rumania             | Savo Jristov Bulgaria    | Anatoli Nazarenko URSS         |
| 90 kg   | Csaba Hegedűs · Hungría        | Frank Andersson · Suecia | Airapet Minasian URSS          |
| 100 kg  | Nikolai Balboshin URSS         | Gueorgui Raikov Bulgaria | Andrzej Skrzydlewski · Polonia |
| +100 kg | Nikola Dinev Bulgaria          | Alexandr Kolchinski URSS | Victor Dolipschi Rumania       |

### Lucha libre
| Evento  | Oro                      | Plata                    | Bronce                     |
| ------- | ------------------------ | ------------------------ | -------------------------- |
| 48 kg   | Stoyan Stoyanov Bulgaria | Serguei Kornilayev URSS  | Gheorghe Rașovan Rumania   |
| 52 kg   | Hartmut Reich RDA        | Alexandr Ivanov URSS     | Władysław Stecyk · Polonia |
| 57 kg   | Oleg Alexeyev URSS       | Mejmed Selmanov Bulgaria | Fevzi Gökdoğan Turquía     |
| 62 kg   | Vladimir Yumin URSS      | Mijo Dukov Bulgaria      | Lajos Sandor Rumania       |
| 68 kg   | Šaban Sejdi Yugoslavia   | Mehmet Sarı Turquía      | Ijaku Gaidarbekov URSS     |
| 74 kg   | Piotr Marta URSS         | Reşit Karabacak Turquía  | Emilian Rumania            |
| 82 kg   | Ismail Abilov Bulgaria   | Jasan Zanguiyev URSS     | Jan Górski · Polonia       |
| 90 kg   | Anatoli Prokopchuk URSS  | Chukri Lutviev Bulgaria  | İsmail Temiz Turquía       |
| 100 kg  | Aslanbek Bisultanov URSS | Mehmet Güçlü Turquía     | Harald Büttner RDA         |
| +100 kg | Vladimir Parshukov URSS  | Marin Guerchev Bulgaria  | Petr Drozda Checoslovaquia |

## Medallero
| Núm. | País           | Oro | Plata | Bronce | Total |
| ---- | -------------- | --- | ----- | ------ | ----- |
| 1    | URSS           | 8   | 7     | 4      | 19    |
| 2    | Bulgaria       | 3   | 6     | 1      | 10    |
| 3    | Rumania        | 3   | 2     | 5      | 10    |
| 4    | Hungría        | 2   | 0     | 1      | 3     |
| 5    | RDA            | 1   | 1     | 1      | 3     |
| 6    | Checoslovaquia | 1   | 0     | 1      | 2     |
| 7    | Finlandia      | 1   | 0     | 0      | 1     |
| 7    | Yugoslavia     | 1   | 0     | 0      | 1     |
| 9    | Turquía        | 0   | 3     | 3      | 6     |
| 10   | Suecia         | 0   | 1     | 0      | 1     |
| 11   | Polonia        | 0   | 0     | 4      | 4     |
|      | TOTAL          | 20  | 20    | 20     | 60    |